# Can't Hold Us
Can't Hold Us is een single van Macklemore en Ryan Lewis met Ray Dalton.

## Tracklist
| Soort geluidsdrager | Uitgebracht | Tracks                             | Duur      |
| ------------------- | ----------- | ---------------------------------- | --------- |
| Download            | 11-03-2013  | 1. Can't Hold Us                   | 4:18      |
| Cd-single           | 17-05-2013  | 1. Can't Hold Us 2. Make The Money | 4:18 3:45 |

## Hitnoteringen
| Hitlijst               | Datum van binnenkomst | Hoogste positie | Aantal weken | Laatste notering |
| ---------------------- | --------------------- | --------------- | ------------ | ---------------- |
| Single Top 100         | 30-03-2013            | 5               | 82           | 13-05-2023       |
| Nederlandse Top 40     | 06-04-2013            | 4               | 28           | 12-10-2013       |
| Dance 15               | 27-12-2013            | 3               | 52           | 26-12-2014       |
| Vlaamse Ultratop 50    | 13-04-2013            | 2               | 29           | 18-01-2014       |
| Waalse Ultratop 50     | 13-04-2013            | 2               | 35           | 05-01-2014       |
| Australische Top 50    | 03-03-2013            | 1               | 25           | 01-09-2013       |
| Deense Top 40          | 12-04-2013            | 4               | 24           | 20-09-2013       |
| Duitse Top 100         | 16-03-2013            | 2               | 126          | 12-05-2023       |
| Finse Top 20           | 13-04-2013            | 3               | 23           | 14-09-2013       |
| Franse Top 200         | 19-01-2013            | 3               | 202          | 22-04-2023       |
| Nieuw-Zeelandse Top 40 | 04-03-2013            | 4               | 23           | *                |
| Noorse Top 20          | 20-04-2013            | 4               | 26           | 12-10-2013       |
| Oostenrijkse Top 75    | 15-03-2013            | 3               | 80           | 16-05-2023       |
| Spaanse Top 50         | 19-05-2013            | 18              | 40           | 11-01-2015       |
| UK Singles Chart       | 23-03-2013            | 3               | 44           | *                |
| Billboard Hot 100      | 16-02-2013            | 1               | 39           | 16-11-2013       |
| Zweedse Top 60         | 22-02-2013            | 1               | 62           | 09-01-2015       |
| Zwitserse Top 75       | 24-03-2013            | 4               | 123          | 14-05-2023       |

### Nederlandse Top 40
| Hitnotering: 06-04-2013 t/m 12-10-2013 | Hitnotering: 06-04-2013 t/m 12-10-2013 | Hitnotering: 06-04-2013 t/m 12-10-2013 | Hitnotering: 06-04-2013 t/m 12-10-2013 | Hitnotering: 06-04-2013 t/m 12-10-2013 | Hitnotering: 06-04-2013 t/m 12-10-2013 | Hitnotering: 06-04-2013 t/m 12-10-2013 | Hitnotering: 06-04-2013 t/m 12-10-2013 | Hitnotering: 06-04-2013 t/m 12-10-2013 | Hitnotering: 06-04-2013 t/m 12-10-2013 | Hitnotering: 06-04-2013 t/m 12-10-2013 | Hitnotering: 06-04-2013 t/m 12-10-2013 | Hitnotering: 06-04-2013 t/m 12-10-2013 | Hitnotering: 06-04-2013 t/m 12-10-2013 | Hitnotering: 06-04-2013 t/m 12-10-2013 | Hitnotering: 06-04-2013 t/m 12-10-2013 |
| Week:                                  | 1                                      | 2                                      | 3                                      | 4                                      | 5                                      | 6                                      | 7                                      | 8                                      | 9                                      | 10                                     | 11                                     | 12                                     | 13                                     | 14                                     | 15                                     |
| -------------------------------------- | -------------------------------------- | -------------------------------------- | -------------------------------------- | -------------------------------------- | -------------------------------------- | -------------------------------------- | -------------------------------------- | -------------------------------------- | -------------------------------------- | -------------------------------------- | -------------------------------------- | -------------------------------------- | -------------------------------------- | -------------------------------------- | -------------------------------------- |
| Positie:                               | 17                                     | 12                                     | 10                                     | 9                                      | 7                                      | 4                                      | 4                                      | 4                                      | 6                                      | 6                                      | 7                                      | 8                                      | 11                                     | 11                                     | 12                                     |
| Week:                                  | 16                                     | 17                                     | 18                                     | 19                                     | 20                                     | 21                                     | 22                                     | 23                                     | 24                                     | 25                                     | 26                                     | 27                                     | 28                                     |                                        |                                        |
| Positie:                               | 13                                     | 14                                     | 15                                     | 15                                     | 16                                     | 20                                     | 23                                     | 25                                     | 28                                     | 29                                     | 31                                     | 33                                     | 36                                     | uit                                    |                                        |

### NederlandseSingle Top 100
| Hitnotering: (Week 1 t/m 45) 30-03-2013 t/m 01-02-2014 Hitnotering: (Week 46 t/m 55) 08-03-2014 t/m 10-05-2014 Hitnotering: (Week 56 t/m 59) 24-05-2014 t/m 14-06-2014 Hitnotering: (Week 60 t/m 66) 12-07-2014 t/m 23-08-2014 Hitnotering: (Week 67) 06-09-2014 Hitnotering: (Week 68 t/m 70) 20-09-2014 t/m 04-10-2014 | Hitnotering: (Week 1 t/m 45) 30-03-2013 t/m 01-02-2014 Hitnotering: (Week 46 t/m 55) 08-03-2014 t/m 10-05-2014 Hitnotering: (Week 56 t/m 59) 24-05-2014 t/m 14-06-2014 Hitnotering: (Week 60 t/m 66) 12-07-2014 t/m 23-08-2014 Hitnotering: (Week 67) 06-09-2014 Hitnotering: (Week 68 t/m 70) 20-09-2014 t/m 04-10-2014 | Hitnotering: (Week 1 t/m 45) 30-03-2013 t/m 01-02-2014 Hitnotering: (Week 46 t/m 55) 08-03-2014 t/m 10-05-2014 Hitnotering: (Week 56 t/m 59) 24-05-2014 t/m 14-06-2014 Hitnotering: (Week 60 t/m 66) 12-07-2014 t/m 23-08-2014 Hitnotering: (Week 67) 06-09-2014 Hitnotering: (Week 68 t/m 70) 20-09-2014 t/m 04-10-2014 | Hitnotering: (Week 1 t/m 45) 30-03-2013 t/m 01-02-2014 Hitnotering: (Week 46 t/m 55) 08-03-2014 t/m 10-05-2014 Hitnotering: (Week 56 t/m 59) 24-05-2014 t/m 14-06-2014 Hitnotering: (Week 60 t/m 66) 12-07-2014 t/m 23-08-2014 Hitnotering: (Week 67) 06-09-2014 Hitnotering: (Week 68 t/m 70) 20-09-2014 t/m 04-10-2014 | Hitnotering: (Week 1 t/m 45) 30-03-2013 t/m 01-02-2014 Hitnotering: (Week 46 t/m 55) 08-03-2014 t/m 10-05-2014 Hitnotering: (Week 56 t/m 59) 24-05-2014 t/m 14-06-2014 Hitnotering: (Week 60 t/m 66) 12-07-2014 t/m 23-08-2014 Hitnotering: (Week 67) 06-09-2014 Hitnotering: (Week 68 t/m 70) 20-09-2014 t/m 04-10-2014 | Hitnotering: (Week 1 t/m 45) 30-03-2013 t/m 01-02-2014 Hitnotering: (Week 46 t/m 55) 08-03-2014 t/m 10-05-2014 Hitnotering: (Week 56 t/m 59) 24-05-2014 t/m 14-06-2014 Hitnotering: (Week 60 t/m 66) 12-07-2014 t/m 23-08-2014 Hitnotering: (Week 67) 06-09-2014 Hitnotering: (Week 68 t/m 70) 20-09-2014 t/m 04-10-2014 | Hitnotering: (Week 1 t/m 45) 30-03-2013 t/m 01-02-2014 Hitnotering: (Week 46 t/m 55) 08-03-2014 t/m 10-05-2014 Hitnotering: (Week 56 t/m 59) 24-05-2014 t/m 14-06-2014 Hitnotering: (Week 60 t/m 66) 12-07-2014 t/m 23-08-2014 Hitnotering: (Week 67) 06-09-2014 Hitnotering: (Week 68 t/m 70) 20-09-2014 t/m 04-10-2014 | Hitnotering: (Week 1 t/m 45) 30-03-2013 t/m 01-02-2014 Hitnotering: (Week 46 t/m 55) 08-03-2014 t/m 10-05-2014 Hitnotering: (Week 56 t/m 59) 24-05-2014 t/m 14-06-2014 Hitnotering: (Week 60 t/m 66) 12-07-2014 t/m 23-08-2014 Hitnotering: (Week 67) 06-09-2014 Hitnotering: (Week 68 t/m 70) 20-09-2014 t/m 04-10-2014 | Hitnotering: (Week 1 t/m 45) 30-03-2013 t/m 01-02-2014 Hitnotering: (Week 46 t/m 55) 08-03-2014 t/m 10-05-2014 Hitnotering: (Week 56 t/m 59) 24-05-2014 t/m 14-06-2014 Hitnotering: (Week 60 t/m 66) 12-07-2014 t/m 23-08-2014 Hitnotering: (Week 67) 06-09-2014 Hitnotering: (Week 68 t/m 70) 20-09-2014 t/m 04-10-2014 | Hitnotering: (Week 1 t/m 45) 30-03-2013 t/m 01-02-2014 Hitnotering: (Week 46 t/m 55) 08-03-2014 t/m 10-05-2014 Hitnotering: (Week 56 t/m 59) 24-05-2014 t/m 14-06-2014 Hitnotering: (Week 60 t/m 66) 12-07-2014 t/m 23-08-2014 Hitnotering: (Week 67) 06-09-2014 Hitnotering: (Week 68 t/m 70) 20-09-2014 t/m 04-10-2014 | Hitnotering: (Week 1 t/m 45) 30-03-2013 t/m 01-02-2014 Hitnotering: (Week 46 t/m 55) 08-03-2014 t/m 10-05-2014 Hitnotering: (Week 56 t/m 59) 24-05-2014 t/m 14-06-2014 Hitnotering: (Week 60 t/m 66) 12-07-2014 t/m 23-08-2014 Hitnotering: (Week 67) 06-09-2014 Hitnotering: (Week 68 t/m 70) 20-09-2014 t/m 04-10-2014 | Hitnotering: (Week 1 t/m 45) 30-03-2013 t/m 01-02-2014 Hitnotering: (Week 46 t/m 55) 08-03-2014 t/m 10-05-2014 Hitnotering: (Week 56 t/m 59) 24-05-2014 t/m 14-06-2014 Hitnotering: (Week 60 t/m 66) 12-07-2014 t/m 23-08-2014 Hitnotering: (Week 67) 06-09-2014 Hitnotering: (Week 68 t/m 70) 20-09-2014 t/m 04-10-2014 | Hitnotering: (Week 1 t/m 45) 30-03-2013 t/m 01-02-2014 Hitnotering: (Week 46 t/m 55) 08-03-2014 t/m 10-05-2014 Hitnotering: (Week 56 t/m 59) 24-05-2014 t/m 14-06-2014 Hitnotering: (Week 60 t/m 66) 12-07-2014 t/m 23-08-2014 Hitnotering: (Week 67) 06-09-2014 Hitnotering: (Week 68 t/m 70) 20-09-2014 t/m 04-10-2014 | Hitnotering: (Week 1 t/m 45) 30-03-2013 t/m 01-02-2014 Hitnotering: (Week 46 t/m 55) 08-03-2014 t/m 10-05-2014 Hitnotering: (Week 56 t/m 59) 24-05-2014 t/m 14-06-2014 Hitnotering: (Week 60 t/m 66) 12-07-2014 t/m 23-08-2014 Hitnotering: (Week 67) 06-09-2014 Hitnotering: (Week 68 t/m 70) 20-09-2014 t/m 04-10-2014 | Hitnotering: (Week 1 t/m 45) 30-03-2013 t/m 01-02-2014 Hitnotering: (Week 46 t/m 55) 08-03-2014 t/m 10-05-2014 Hitnotering: (Week 56 t/m 59) 24-05-2014 t/m 14-06-2014 Hitnotering: (Week 60 t/m 66) 12-07-2014 t/m 23-08-2014 Hitnotering: (Week 67) 06-09-2014 Hitnotering: (Week 68 t/m 70) 20-09-2014 t/m 04-10-2014 | Hitnotering: (Week 1 t/m 45) 30-03-2013 t/m 01-02-2014 Hitnotering: (Week 46 t/m 55) 08-03-2014 t/m 10-05-2014 Hitnotering: (Week 56 t/m 59) 24-05-2014 t/m 14-06-2014 Hitnotering: (Week 60 t/m 66) 12-07-2014 t/m 23-08-2014 Hitnotering: (Week 67) 06-09-2014 Hitnotering: (Week 68 t/m 70) 20-09-2014 t/m 04-10-2014 | Hitnotering: (Week 1 t/m 45) 30-03-2013 t/m 01-02-2014 Hitnotering: (Week 46 t/m 55) 08-03-2014 t/m 10-05-2014 Hitnotering: (Week 56 t/m 59) 24-05-2014 t/m 14-06-2014 Hitnotering: (Week 60 t/m 66) 12-07-2014 t/m 23-08-2014 Hitnotering: (Week 67) 06-09-2014 Hitnotering: (Week 68 t/m 70) 20-09-2014 t/m 04-10-2014 | Hitnotering: (Week 1 t/m 45) 30-03-2013 t/m 01-02-2014 Hitnotering: (Week 46 t/m 55) 08-03-2014 t/m 10-05-2014 Hitnotering: (Week 56 t/m 59) 24-05-2014 t/m 14-06-2014 Hitnotering: (Week 60 t/m 66) 12-07-2014 t/m 23-08-2014 Hitnotering: (Week 67) 06-09-2014 Hitnotering: (Week 68 t/m 70) 20-09-2014 t/m 04-10-2014 | Hitnotering: (Week 1 t/m 45) 30-03-2013 t/m 01-02-2014 Hitnotering: (Week 46 t/m 55) 08-03-2014 t/m 10-05-2014 Hitnotering: (Week 56 t/m 59) 24-05-2014 t/m 14-06-2014 Hitnotering: (Week 60 t/m 66) 12-07-2014 t/m 23-08-2014 Hitnotering: (Week 67) 06-09-2014 Hitnotering: (Week 68 t/m 70) 20-09-2014 t/m 04-10-2014 | Hitnotering: (Week 1 t/m 45) 30-03-2013 t/m 01-02-2014 Hitnotering: (Week 46 t/m 55) 08-03-2014 t/m 10-05-2014 Hitnotering: (Week 56 t/m 59) 24-05-2014 t/m 14-06-2014 Hitnotering: (Week 60 t/m 66) 12-07-2014 t/m 23-08-2014 Hitnotering: (Week 67) 06-09-2014 Hitnotering: (Week 68 t/m 70) 20-09-2014 t/m 04-10-2014 | Hitnotering: (Week 1 t/m 45) 30-03-2013 t/m 01-02-2014 Hitnotering: (Week 46 t/m 55) 08-03-2014 t/m 10-05-2014 Hitnotering: (Week 56 t/m 59) 24-05-2014 t/m 14-06-2014 Hitnotering: (Week 60 t/m 66) 12-07-2014 t/m 23-08-2014 Hitnotering: (Week 67) 06-09-2014 Hitnotering: (Week 68 t/m 70) 20-09-2014 t/m 04-10-2014 |
| Week: | 1 | 2 | 3 | 4 | 5 | 6 | 7 | 8 | 9 | 10 | 11 | 12 | 13 | 14 | 15 | 16 | 17 | 18 | 19 | 20 |
| --- | --- | --- | --- | --- | --- | --- | --- | --- | --- | --- | --- | --- | --- | --- | --- | --- | --- | --- | --- | --- |
| Positie: | 16 | 11 | 10 | 9 | 7 | 6 | 5 | 7 | 7 | 10 | 12 | 12 | 12 | 11 | 11 | 10 | 11 | 14 | 16 | 16 |
| Week: | 21 | 22 | 23 | 24 | 25 | 26 | 27 | 28 | 29 | 30 | 31 | 32 | 33 | 34 | 35 | 36 | 37 | 38 | 39 | 40 |
| Positie: | 18 | 23 | 23 | 29 | 35 | 38 | 39 | 45 | 61 | 46 | 64 | 68 | 73 | 75 | 71 | 92 | 76 | 78 | 90 | 77 |
| Week: | 41 | 42 | 43 | 44 | 45 | | 46 | 47 | 48 | 49 | 50 | 51 | 52 | 53 | 54 | 55 | | 56 | 57 | 58 |
| Positie: | 56 | 54 | 81 | 94 | 86 | uit | 98 | 96 | 96 | 84 | 83 | 87 | 83 | 81 | 80 | 80 | uit | 95 | 93 | 97 |
| Week: | 59 | | 60 | 61 | 62 | 63 | 64 | 65 | 66 | | 67 | | 68 | 69 | 70 | | | | | |
| Positie: | 86 | uit | 99 | 89 | 86 | 96 | 97 | 99 | 98 | uit | 91 | uit | 97 | 100 | 100 | uit | | | | |

### NPO Radio 2 Top 2000
| Nummer met noteringen in de NPO Radio 2 Top 2000 | '15 | '16 | '17 | '18  | '19  | '20  | '21  | '22  | '23  | '24  |
| ------------------------------------------------ | --- | --- | --- | ---- | ---- | ---- | ---- | ---- | ---- | ---- |
| Can't Hold Us                                    | 902 | 975 | 808 | 1129 | 1062 | 1059 | 1117 | 1215 | 1109 | 1198 |

1. ↑  Een vetgedrukt getal geeft de hoogste notering aan.
2. ↑  2015 was het eerste jaar met een notering voor dit nummer.